# 2012 en handball
| Années du handball : 2009 - 2010 - 2011 - 2012 - 2013 - 2014 - 2015    |
| Décennies du handball : 1980 - 1990 - 2000 - 2010 - 2020 - 2030 - 2040 |

Cet article présente les faits marquants de l'année 2012 en handball.

## Par mois

### Janvier
- Du 11 au 20 janvier : 20e championnat d'Afrique masculin à Salé au Maroc. La Tunisie est sacrée championne d'Afrique à la suite de sa victoire 23 à 20 sur l'Algérie. L'Égypte prend la troisième place grâce à sa victoire 29 à 15 face au pays hôte, le Maroc. Le Marocain Seufyann Sayad est élu meilleur joueur de la compétition et le Camerounais William Fankoua est le meilleur buteur.
- Du 15 au 29 janvier : Championnat d'Europe masculin en Serbie (cf. ci-dessous).

### Février
- 22 au 25 février : Coupe de France, huitièmes de finale. Le tenant du titre, l'US Dunkerque HGL, s'incline à domicile aux tirs au but face au HBC Nantes (22-22 à la fin du temps réglementaire). L'autre surprise de ce tour est l'élimination 23 à 24 du Sélestat Alsace HB face à l'US Saintes, pensionnaire de PRO D2. Le Paris Handball se défait, à domicile, du Chambéry SH et le Montpellier AHB s'impose logiquement face au club de Nationale 1 du Belfort AUHB.

### Mars
- 9 mars au 11 mars : Coupe de France, quarts de finale. Istres OPH s'impose aux tirs au but 8-7 face à Saint-Raphaël VHB et se qualifie en demi finale en compagnie du Montpellier AHB (29 à 21 face à l'US Saintes HB), de l'US Ivry (tombeur du OC Cesson HB 31 à 23) et du HBC Nantes (vainqueur 30 à 23 du Paris Handball).
- 28 mars : Coupe de France, demi-finale. L'US Ivry s'impose 31 à 24 face au Istres OPH.
- 31 mars : Coupe de France, demi-finale. Large victoire 36 à 26 du Montpellier AHB face au HBC Nantes..

### Avril
- 15 avril : Finale de la Coupe de France à Paris-Bercy. Le Montpellier AHB remporte sa onzième coupe, aux dépens de l'US Ivry HB qui s'incline sur le score de 29 à 25.

### Mai
- 3 mai : finale aller du championnat de France féminin. L'Arvor 29 - Pays de Brest s'impose 23 à 16 face à Issy Paris, leader de la saison régulière.
- 3 mai : 23e journée du championnat de France masculin. À la suite de la défaite de Chambéry SH contre le HBC Nantes, le Montpellier Agglomération Handball remporte son cinquième titre consécutif de champion de France. Après avoir fait l'impasse sur le Trophée des champions, la Coupe de la Ligue et la Coupe de France, Montpellier réalise ainsi le carton plein sur la scène nationale.
- 11 mai : à cause d'une mauvaise gestion financière, l'Arvor 29 - Pays de Brest apprend sa relégation en division 2 et son interdiction de participer à la Ligue des Champions 2012/2013[1]. Le club fait appel de cette décision.
- 12 mai : 24e journée du championnat de France masculin. Le Cesson-Rennes Métropole HB s'impose face à Montpellier 31 à 28 (mi-temps 15 à 12) et obtient son maintien en D1. Le score à la mi-temps sera au cœur de l'Affaire des paris truqués.
- 12 mai : à 37 ans, Valérie Nicolas arrête sa carrière. Gardienne de l'équipe de France de 1995 à 2008, elle est championne du monde en 2003, compétition où elle a été élue meilleure joueuse du monde. Vice-championne du monde en 1999, elle a aussi remporté 2 médailles de bronze européennes (2002 et 2006) et participé à 3 JO (de 2000 à 2008). En club, elle a remporté les trois coupes d'Europe (Coupe des coupes 2003, Coupe de l'EHF 2004 et Ligue des champions 2006), particularité que seuls le basketteur Richard Dacoury et le handballeur Jackson Richardson avaient réussi antérieurement en France.
- 13 mai : finale retour du championnat de France féminin. L'Arvor 29 s'impose face à Issy Paris 28 à 25 et remporte son premier titre de champion de France.
- 16 mai : la Française des jeux informe les autorités judiciaires de « montants anormalement élevés par rapport à l'enjeu » qui se sont déroulés de « manière subite » depuis « une zone géographiquement circonscrite » concernant le score à la mi-temps du match opposant quatre jours plus tôt le Cesson-Rennes Métropole HB au Montpellier Agglomération Handball.
- 30 mai : 26e et dernière journée du championnat de France masculin. Le Paris Handball s'incline lourdement 38 à 25 à Chambéry mais obtient malgré tout in extremis son maintien grâce au match nul d'Istres à Ivry 26 à 26 : les joueurs de la Capitale ont terminé avec le même nombre de points qu’Istres mais une meilleure différence de buts particulière et Istres est donc relégué en compagnie de l'USAM Nîmes, un point seulement derrière.

### Juin
- 4 juin : Qatar Investment Authority devient le nouveau propriétaire pour 100 % du Paris Handball et renomme le club Paris Saint-Germain Handball.
- 11 juin : Philippe Gardent quitte le club de Chambéry Savoie Handball après 16 saisons sur le banc et s'engage pour deux années avec le Paris Saint-Germain. De nombreux joueurs viendront également renforcer l'équipe, notamment Didier Dinart, Luc Abalo, Samuel Honrubia, ainsi que du meilleur joueur du monde 2011, le danois Mikkel Hansen.
- 21 juin : l'Arvor 29 dépose de bilan. Le CNOSF confirme les sanctions prises par la CNCG puis commission d’Appel de la FFHB[2]. Le club dépose le bilan et libère de leurs contrats toutes ses joueuses telles que Cléopâtre Darleux et Alexandra Lacrabère.

### Juillet
- Du 28 juillet au 12 août : épreuves masculine et féminine des Jeux olympiques de Londres (cf. ci-dessous).

### Septembre
- 9 septembre : Trophée des champions. Le Dunkerque HGL l'emporte 4 à 3 aux tirs au but face Chambéry Savoie Handball (22-22 à la fin du temps réglementaire).
- 30 septembre : 3e journée du championnat de France masculin. Le Paris Saint-Germain s'impose nettement 38 à 24 face Montpellier AHB, quintuple champion en titre. À la fin du match, la police procède à plusieurs interpellations de joueurs pour leurs implications supposées dans l'affaire des paris truqués.

### Octobre
- 28 octobre : quarts de finale de la Coupe de la Ligue masculine : le Paris Saint-Germain Handball subit sa première défaite en s'inclinant après prolongations 35 à 36 face au HBC Nantes.

### Novembre
- 18 novembre : 5e journée de la Ligue des champions masculine. En pleine tempête médiatique et judiciaire et privée de plusieurs joueurs, Montpellier remporte sa première victoire face au RK Partizan Belgrade.

### Décembre
- Du 4 au 16 décembre : Championnat d'Europe féminin en Serbie (cf. ci-dessous).
- 9 décembre : finale de la Coupe de la Ligue masculine 2012-2013. Dunkerque HGL s'impose 28 à 24 face au HBC Nantes qui dispute ici sa première finale d'une compétition professionnelle.
- 9 décembre : 15e journée de la Bundesliga, le MT Melsungen parvient à faire chuter le THW Kiel 29-25 à la Sparkassen-Arena de Kiel  et met fin à la série d’invincibilité en championnat de Kiel, depuis mai 2011[3].

## Par compétitions

### Championnat d'Europe masculin
|                            | Nation   |
| -------------------------- | -------- |
| Médaille d'or, Europe      | Danemark |
| Médaille d'argent, Europe  | Serbie   |
| Médaille de bronze, Europe | Croatie  |

La 10e édition du Championnat d'Europe masculin s'est déroulée du 15 au 29 janvier 2012 en Serbie. 
La compétition a été remportée par le Danemark sur le score de 21 à 19 contre l'équipe hôte de la compétition, la Serbie. La Croatie complète le podium après avoir battu l'Espagne 31 à 27. La France, tenante du titre, ne termine qu'à la 11e place.
L'équipe type désignée à l'issue du tournoi est composée de, :
- Meilleur joueur : Momir Ilić,  Serbie
- Meilleur gardien de but : Darko Stanić,  Serbie
- Meilleur ailier gauche : Guðjón Valur Sigurðsson,  Islande
- Meilleur arrière gauche : Mikkel Hansen,  Danemark
- Meilleur demi-centre : Uroš Zorman,  Slovénie
- Meilleur pivot : René Toft Hansen,  Danemark
- Meilleur arrière droit : Marko Kopljar,  Croatie
- Meilleur ailier droit : Christian Sprenger,  Allemagne
- Meilleur défenseur : Viran Morros,  Espagne

Le meilleur buteur est le Macédonien Kiril Lazarov qui, avec 61 buts, établit le nouveau record de la compétition.

### Jeux olympiques
|                                     | Hommes  | Femmes     |
| ----------------------------------- | ------- | ---------- |
| Médaille d'or, Jeux olympiques      | France  | Norvège    |
| Médaille d'argent, Jeux olympiques  | Suède   | Monténégro |
| Médaille de bronze, Jeux olympiques | Croatie | Espagne    |

Dans le tournoi masculin, un haut niveau est attendu puisque les sept meilleurs nations du championnat du monde 2011 participent à la compétition. L'une d'elles sort toutefois du lot : la France, championne olympique en titre, a remporté les titres mondiaux en 2009 et 2011 et européen en 2010. La seule fausse note eut lieu au championnat d'Europe 2012 avec une décevante dixième place. Le Danemark, champion d'Europe et finaliste des deux championnats du monde constitue le premier challenger des Français.
Si la phase de poule s'est conclue sans grandes surprises, les quarts de finale ont été des combats serrés : la Hongrie est parvenue après deux prolongations 34 à 33 a écarter une Islande pourtant vice-championne olympique et victorieuse de ses cinq matchs de poule, la France, grâce à son facteur X William Accambray, a renversé un déficit de trois buts face à l'Espagne (23-22), la Croatie s'est imposée de deux buts 25 à 23 face à des Tunisiens qui menaient d'un but à la mi-temps et dans le duel nordique, la Suède, sans grand résultat depuis la retraite de la génération dorée des « Benga boys », écarte 24 à 22 des Danois peu inspirés, à l'image d'un Mikkel Hansen auteur d'un 4/11 peu reluisant. Comme quatre ans plus tôt, les Français retrouvent en demi-finale la Croatie et comme quatre ans plus tôt, les Français s'imposent au terme d'un match maîtrisé (25-22). La seconde demi-finale oppose deux équipes surprises, la Hongrie et la Suède : vainqueurs d'un but 27 à 26, les Suédois se qualifient pour la finale olympique pour la quatrième fois de leur histoire et tenteront donc de faire mieux que les « Benga boys » et leurs trois médailles d'argent.
Si la France avait assez facilement battu son adversaire lors de la phase de poule (29-26, 18-12 à la mi-temps), la Suède a vendu chèrement sa peau en finale. Dans un match très défensif du fait notamment des performances de Thierry Omeyer, la mi-temps est sifflée sur un score de 10 à 8 pour les Bleus et à une minute de la fin du temps réglementaire, Niclas Ekberg permet aux Suédois de revenir à un but. Mais Luc Abalo répond rapidement en marquant le vingt-deuxième but Français, le dernier but suédois arrivant trop tard pour empêcher la France de remporter son deuxième titre olympique (22-21, score final).
Chez les femmes, en dehors de la présence du pays hôte, le plateau olympique oppose les onze meilleures équipes du championnat du monde 2011. La Norvège, championne olympique en titre, a ajouté à son palmarès deux titres européens et deux médailles de bronze et d'or aux championnats du monde au cours de l'olympiade et fait donc office de favori légitime à la couronne olympique.
Pourtant la phase de poule n'est pas une sinécure pour les Norvégiennes qui terminent seulement quatrièmes de leur poule avec un bilan de deux victoires, un match nul face à la Corée du Sud et deux défaites face à la France et l'Espagne. La seconde poule est remportée par le Brésil qui devance la Croatie, la Russie et le Monténégro. Mais la compétition commence réellement en quarts de finale et la Norvège retrouve sa puissance pour écarter le Brésil 21 à 19. Si, au bénéfice de sa victoire 25 à 22 face à la Croatie, l'Espagne se hisse pour la première fois de son histoire en demi-finale, la Corée du Sud jouera sa huitième demi-finale consécutive depuis son premier tournoi olympique en 1984, même si les Sud-Coréennes ont dû batailler pour écarter les Russes 24 à 23. Le dernier quart de finale entre la France et le Monténégro restera comme un moment fort de ces Jeux olympiques : alors les deux équipes sont sur un score de parité 22-22, Katarina Bulatović perd la balle mais Raphaëlle Tervel ne parvient pas à la contrôler et elle atterrit miraculeusement dans les mains de Bojana Popović. Celle-ci la transmet Majda Mehmedović qui obtient un jet de 7 mètres à deux secondes de la fin du temps réglementaire, transformé par Katarina Bulatović sur le gong final. En demi-finale, le « petit » Monténégro et ses 625 000 habitants, digne représentant de l'ex-Yougoslavie, parvient à créer un écart de 4 buts en deuxième mi-temps et à résister au retour de l'Espagne pour finalement s'imposer d'un but 27-26 et retrouver en finale une Norvège qui s'est assez facilement qualifiée face à la Corée du Sud (31-25).
Face aux tenantes du titre olympique norvégiennes, les Monténégrines assurent une rude opposition puisque les deux équipes sont égalité 20-20 à la 51e minute. Mais, profitant notamment d'une exclusion temporaire de Bulatović, la Norvège reprend la mène au score pour s'imposer de 3 buts 26 à 23. Pour la cinquième fois en dix tournois, après l'URSS en 1980, la Corée du Sud en 1992 et le Danemark en 2000 puis en 2004, les championnes olympiques parviennent à conserver leur titre. Quant à la médaille d'argent remportée par les Monténégrines, elle constitue la première et (à ce jour) unique médaille remportée par le Monténégro aux Jeux olympiques. Enfin, la médaille de bronze est remportée par l'Espagne qui a eu besoin de deux prolongations pour écarter la Corée du Sud et ainsi remporter sa première médaille olympique.

### Championnat d'Europe féminin
|                            | Nation     |
| -------------------------- | ---------- |
| Médaille d'or, Europe      | Monténégro |
| Médaille d'argent, Europe  | Norvège    |
| Médaille de bronze, Europe | Hongrie    |

La 10e édition du Championnat d'Europe féminin se déroule du 4 au 16 décembre 2012 en Serbie. La Norvège y remet son titre en jeu, après une série de quatre victoires consécutives de 2004 à 2010. La Serbie, en remplacement des Pays-Bas qui se sont désistés, accueille la compétition pour la 1re fois de l'histoire du championnat.
À l'issue du tournoi, l'équipe-type du tournoi a été désignée :
- Meilleure joueuse (MVP) :  Anja Edin (34/61, 56 %)
- Meilleure gardienne de but :  Katrine Lunde Haraldsen (99/247, 40 %)
- Meilleure ailière gauche :  Polina Kouznetsova (26/39, 67 %)
- Meilleure arrière gauche :  Sanja Damnjanović (29/63, 46 %)
- Meilleure demi-centre :  Andrea Lekić (33/57, 58 %)
- Meilleure pivot :  Heidi Løke (29/47, 62 %)
- Meilleure arrière droite :  Katarina Bulatović (56/119, 47 %)
- Meilleure ailière droite :  Jovanka Radičević (40/61, 66 %)
- Meilleure défenseuse :  Anja Althaus

La meilleure buteuse est la Monténégrine Katarina Bulatović avec 56 buts marqués.

## Meilleurs handballeurs de l'année 2012
Le 8 janvier 2013, les résultats de l'élection des meilleurs handballeurs de l'année 2012 ont été dévoilés par l'IHF,.
Chez les femmes, c'est la Brésilienne Alexandra do Nascimento qui récolte les lauriers devant la Norvégienne Heidi Løke, élue en 2011, et la Monténégrine Bojana Popović. Chez les hommes, Daniel Narcisse est le sixième joueur français à être honoré après Jackson Richardson (1995), Stéphane Stoecklin (1997), Bertrand Gille (2002), Nikola Karabatic (2007) et Thierry Omeyer (2008). Avec 25 % des suffrages, il devance le Danois Mikkel Hansen (21 %), tenant du titre, et un trio à 18 % chacun formé du Tchèque Filip Jícha (élu en 2010), du Suédois Kim Andersson et de l'Espagnol Julen Aguinagalde.
| Rang | Joueuse                 | Nationalité | Club(s)                     | Poste          | Votes |
| ---- | ----------------------- | ----------- | --------------------------- | -------------- | ----- |
| 1    | Alexandra do Nascimento | Brésil      | Hypo Niederösterreich       | Ailière droite | 28 %  |
| 2    | Heidi Løke              | Norvège     | Győri ETO KC                | Pivot          | 24 %  |
| 2    | Bojana Popović          | Monténégro  | Budućnost Podgorica & arrêt | Arrière gauche | 24 %  |
| 4    | Andrea Penezić          | Croatie     | RK Krim                     | Arrière gauche | 12 %  |
| 4    | Katarina Bulatović      | Monténégro  | Budućnost & Oltchim Vâlcea  | Arrière droite | 12 %  |

| Rang | Joueur            | Nationalité  | Club(s)                   | Poste          | Votes |
| ---- | ----------------- | ------------ | ------------------------- | -------------- | ----- |
| 1    | Daniel Narcisse   | France       | THW Kiel                  | Arrière gauche | 25 %  |
| 2    | Mikkel Hansen     | Danemark     | AG Copenhague & Paris S-G | Arrière gauche | 21 %  |
| 3    | Filip Jícha       | Rép. tchèque | THW Kiel                  | Arrière gauche | 18 %  |
| 3    | Kim Andersson     | Suède        | THW Kiel & KIF Copenhague | Arrière droit  | 18 %  |
| 3    | Julen Aguinagalde | Espagne      | BM Atlético de Madrid     | Pivot          | 18 %  |

De plus, après le vote selon trois catégories (experts, media et fans), Þórir Hergeirsson, le sélectionneur islandais des Norvégiennes, et Valero Rivera, le sélectionneur espagnol des Espagnols, ont été élus meilleurs entraîneurs de l'année 2012 :
| Rang | Entraîneur        | Nationalité | Équipe(s) entraînée(s)            | Votes | Élu en |
| ---- | ----------------- | ----------- | --------------------------------- | ----- | ------ |
| 1    | Þórir Hergeirsson | Islande     | Norvège                           | 33 %  | 2011   |
| 2    | Morten Soubak     | Danemark    | Brésil                            | 27 %  | -      |
| 3    | Dragan Adžić      | Monténégro  | Budućnost Podgorica et Monténégro | 20 %  | -      |
| 4    | Olivier Krumbholz | France      | France                            | 13 %  | 2010   |
| 5    | Jorge Dueñas      | Espagne     | Espagne                           | 7 %   | -      |

Þórir Hergeirsson a dominé le classement avec 33% des votes : il a mené les Norvégiennes à la défense de leur titre aux Jeux olympiques de Londres et remporté la médaille d'argent au championnat d'Europe en Serbie. Deuxième avec 27 %, le Danois Morten Soubak a conduit le Brésil en quart de finale olympique mais a perdu le match contre l'équipe norvégienne de Hergeirsson. Il a ensuite mené le Brésil à un autre titre panaméricain. Pour le monténégrin Dragan Adžić (20%), 2012 a été une année très réussie: son équipe de club, Budućnost Podgorica, a remporté la Ligue des champions, puis il a permis à l'équipe nationale monténégrine de remporter la première médaillée olympique du Monténégro en atteignant la finale des JO de Londres, avant de se venger de la Norvège pour devenir champion d'Europe pour la première fois. Le Français Olivier Krumbholz, élu en 2010 de l'IHF, a terminé quatrième au classement, avec 13% d'avance sur l'entraîneur espagnol Jorge Dueñas (7%), qui a remporté la première médaille olympique féminine de handball pour son pays, remportant le bronze à Londres.
| Rang | Entraîneur      | Nationalité | Équipe entraînée | Votes | Élu en     |
| ---- | --------------- | ----------- | ---------------- | ----- | ---------- |
| 1    | Valero Rivera   | Espagne     | Espagne          | 33 %  | -          |
| 2    | Claude Onesta   | France      | France           | 27 %  | 2009, 2010 |
| 3    | Ulrik Wilbek    | Danemark    | Danemark         | 20 %  | 2011       |
| 4    | Boris Denič     | Slovénie    | Slovénie         | 13 %  | -          |
| 5    | Alfreð Gíslason | Islande     | THW Kiel         | 7 %   | -          |

Valero Rivera, qui a mené l'Espagne à son deuxième titre mondial en janvier 2013 (sic) à Barcelone, sa ville natale, a obtenu 33 % des suffrages. Il devance Claude Onesta (27%), qui a permis à la France de conserver son titre olympique. Le Danois Ulrik Wilbek, tenant du titre dans ce vote, a terminé troisième avec 20%, après avoir remporté la médaille d'argent du Championnat du monde 2013 avec l'équipe masculine danoise. Boris Denič, quatrième à 13 %, a joué un rôle clé dans la première participation de la Slovénie à une demi-finale d'un championnat du monde. Enfin, l'Islandais Alfreð Gíslason (7%) a réalisé un triplé (championnat, Coupe d'Allemagne et Ligue des champions) en 2012 avec le THW Kiel.

## Bilan de la saison 2011-2012 en club

### Coupes d'Europe (clubs)
| Compétition              | Vainqueur              | Finaliste          |
| ------------------------ | ---------------------- | ------------------ |
| C1 : Ligue des champions | THW Kiel               | Atlético de Madrid |
| C2 : Coupe des coupes    | SG Flensburg-Handewitt | VfL Gummersbach    |
| C3 : Coupe de l'EHF      | Frisch Auf Göppingen   | Dunkerque HGL      |
| C4 : Coupe Challenge     | AC Diomidis Argous     | Wacker Thoune      |

| Compétition              | Vainqueur               | Finaliste     |
| ------------------------ | ----------------------- | ------------- |
| C1 : Ligue des champions | Budućnost Podgorica     | Győri ETO KC  |
| C2 : Coupe des coupes    | Ferencváros TC Budapest | Viborg HK     |
| C3 : Coupe de l'EHF      | Lada Togliatti          | HC Zalău      |
| C4 : Coupe Challenge     | Le Havre AC             | Muratpaşa BSK |

### Compétitions trans-européennes
| Pays | Compétition             | Vainqueur           | Finaliste          |
| ---- | ----------------------- | ------------------- | ------------------ |
|      | Ligue SEHA              | RK Vardar Skopje    | RK Metalurg Skopje |
|      | Ligue balte de handball | Handball Club Kehra | Põlva Serviti      |
|      | BeNeLux Liga            | HV KRAS/Volendam    | Initia HC Hasselt  |

### Championnats européens
| Rang EHF | Championnat        | Vainqueur             |
| -------- | ------------------ | --------------------- |
| 1        | Allemagne          | THW Kiel              |
| 2        | Espagne            | FC Barcelone          |
| 3        | France             | Montpellier AHB       |
| 4        | Danemark           | AG Copenhague         |
| 5        | Slovénie           | RK Gorenje Velenje    |
| 6        | Russie             | Medvedi Tchekhov      |
| 7        | Hongrie            | Veszprém KSE          |
| 8        | Suisse             | Kadetten Schaffhouse  |
| 9        | Croatie            | RK Zagreb             |
| 10       | Roumanie           | HCM Constanța         |
| 11       | Portugal           | FC Porto              |
| 12       | Suède              | IK Sävehof            |
| 13       | Macédoine          | RK Metalurg Skopje    |
| 14       | Pologne            | KS Kielce             |
| 15       | Serbie             | RK Partizan Belgrade  |
| 16       | Ukraine            | HC Motor Zaporijia    |
| 17       | Bosnie-Herzégovine | RK Sloga Doboj        |
| 18       | Norvège            | Elverum Håndball      |
| 19       | Biélorussie        | HC Dinamo Minsk       |
| 20       | Grèce              | AC Diomidis Argous    |
| 21       | Autriche           | Alpla HC Hard         |
| 22       | Israël             | Maccabi Rishon LeZion |
| 23       | Slovaquie          | HT Tatran Prešov      |
| 24       | Turquie            | Beşiktaş JK           |
| 25       | Italie             | SSV Bozen Loacker     |
| 26       | Pays-Bas           | HV KRAS/Volendam      |
| 27       | Luxembourg         | HB Dudelange          |
| 28       | Monténégro         | RK Lovćen Cetinje     |
| 29       | Islande            | HK Kópavogur          |
| 30       | République tchèque | HC Zubří              |
| 31       | Chypre             | SPE Strovolos Nicosie |
| 32       | Belgique           | United HC Tongeren    |

| Rang EHF | Championnat        | Vainqueur               |
| -------- | ------------------ | ----------------------- |
| 1        | Danemark           | Randers HK              |
| 2        | Hongrie            | Győri ETO KC            |
| 3        | Russie             | Dinamo Volgograd        |
| 4        | Espagne            | SD Itxako               |
| 5        | Norvège            | Larvik HK               |
| 6        | Roumanie           | Oltchim Râmnicu Vâlcea  |
| 7        | Allemagne          | Buxtehuder SV           |
| 8        | France             | Arvor 29                |
| 9        | Monténégro         | ŽRK Budućnost Podgorica |
| 10       | Slovénie           | RK Krim                 |
| 11       | Serbie             | ŽRK Zaječar             |
| 12       | Turquie            | Muratpaşa BSK           |
| 13       | Autriche           | Hypo Niederösterreich   |
| 14       | Pologne            | Vistal Gdynia           |
| 15       | Suède              | IK Sävehof              |
| 16       | Pays-Bas           | SV Dalfsen              |
| 17       | Macédoine          | ŽRK Metalurg Skopje     |
| 18       | Croatie            | ŽRK Podravka Koprivnica |
| 19       | Ukraine            | HC Karpaty Oujhorod     |
| 20       | Grèce              | AC Loux Patras          |
| 21       | Portugal           | Juve Lis                |
| 22       | Italie             | HC Teramo               |
| 23       | Suisse             | LC Brühl Handball       |
| 24       | Biélorussie        | BNTU Minsk              |
| 25       | Slovaquie          | Iuventa Michalovce      |
| 26       | République tchèque | HC Veselí nad Moravou   |
| 27       | Islande            | Valur Reykjavik         |
| 28       | Kosovo             | KHF Prishtina           |
| 29       | Belgique           | Fémina Visé             |

#### Saison 2011-2012 en Allemagne
Le Championnat d'Allemagne masculin 2011-2012 est la soixante-treizième édition de cette compétition.
| Compétition             | Vainqueur | Second                 | Score   |
| ----------------------- | --------- | ---------------------- | ------- |
| Championnat d'Allemagne | THW Kiel  | SG Flensburg-Handewitt | –       |
| Coupe d'Allemagne       | THW Kiel  | SG Flensburg-Handewitt | 33 – 31 |
| Supercoupe*             | THW Kiel  | HSV Hambourg           | 24 – 23 |

* l'édition 2011-2012 de la Supercoupe s'est déroulée en 2011.

#### Saison 2011-2012 en Espagne
Le Championnat d'Espagne masculin 2011-2012 est la soixante-et-unième édition de cette compétition.
| Compétition           | Vainqueur          | Second             | Score   |
| --------------------- | ------------------ | ------------------ | ------- |
| Championnat d'Espagne | FC Barcelone       | Atlético de Madrid | –       |
| Coupe ASOBAL*         | FC Barcelone       | Ademar León        | 28 – 27 |
| Coupe du Roi          | Atlético de Madrid | FC Barcelone       | 37 – 31 |
| Supercoupe*           | Atlético de Madrid | FC Barcelone       | 33 – 26 |

* les éditions 2011-2012 de la Coupe ASOBAL et de la Supercoupe se sont déroulées en 2011.

#### Saison 2011-2012 en France
| Compétition            | Vainqueur       | Second                   | Score   |
| ---------------------- | --------------- | ------------------------ | ------- |
| Championnat de France  | Montpellier AHB | Chambéry Savoie Handball | –       |
| Coupe de France        | Montpellier AHB | US Ivry HB               | 29 – 25 |
| Coupe de la Ligue*     | Montpellier AHB | Saint-Raphaël Var HB     | 28 – 27 |
| Trophée des champions* | Montpellier AHB | Chambéry Savoie Handball | 30 – 23 |

| Compétition           | Vainqueur            | Second                            | Score   |
| --------------------- | -------------------- | --------------------------------- | ------- |
| Championnat de France | Arvor 29             | Issy Paris Hand                   | –       |
| Coupe de France       | Toulon Saint-Cyr VHB | Le Havre AC Handball              | 25 – 20 |
| Coupe de la Ligue     | Arvor 29             | Mios-Biganos bassin d'Arcachon HB | 30 – 27 |

## Club de handball fondé en 2012
- KIF Copenhague